# Rouvres (Eure-et-Loir)
Rouvres è un comune francese di 899 abitanti situato nel dipartimento dell'Eure-et-Loir nella regione del Centro-Valle della Loira.
Il territorio comunale è bagnato dalle acque del fiume Vesgre.

## Società

### Evoluzione demografica
Abitanti censiti